# Peter Jacobi (Autor)
Peter Jacobi (* 1951 in Meiningen, Thüringen) ist ein deutscher Schriftsteller, gelernter Buchhändler und ehemaliger Bluesmusiker.

## Leben
Peter Jacobi besuchte das Albert-Einstein-Gymnasium in München Harlaching und begann mit einer Lehre zum Buchhändler in Regensburg. Im Jahre 1974 gründete er die Rockgruppe Zyankali, ging auf Tour und absolvierte mehrere TV-Auftritte. Im gleichen Jahr kam sein Album I could cry vor lauta bluus heraus, das 34 Jahre später als CD bei Trikont wiederveröffentlicht wurde. Nach einem Studium der Philosophie und Anglistik arbeitete er als Lektor, Übersetzer englischer Theaterstücke, sowie als Redaktionsassistent der Hörspielabteilung des damaligen Berliner Senders SFB (heute RBB). Er schrieb Songs und Texte für Münchner Kabaretts, veröffentlichte Theaterstücke, zahlreiche Hörspiele, sowie Romane und Kinderbücher.
Jacobi lebt seit 1981 als freier Autor in München.

## Werke
- Der weisse Zwerg. Knaus, München 1994, ISBN 3-8135-1990-2.
- Herrjemine!. Middelhauve, München 1996, ISBN 3-7876-9666-0.
- Mein Leben als Buch. Nautilus, Hamburg 2000, ISBN 3-89401-344-3.
- Die falsche Schlange. Altberliner, Berlin, München 2001, ISBN 3-357-00926-9.
- Der blaue Affe. Altberliner, Berlin, München 2002, ISBN 3-357-00992-7.
- I could cry vor lauta Bluus, P 2008. C & P Trikont. LC04270 . US-0389
- Der Papamat. Rowohlt Taschenbuch Verlag, Reinbek 2018, ISBN 978-3-499-21790-6.

Hörspiele
- 1979: Science Fixion – Regie: Manfred Marchfelder (Hörspiel – RB)
- 1996: Bi-Ba-Butze Berti – Regie: Peter Groeger (Kinderhörspiel – DLR)
- 2010: Der Pap@mat – Regie: Oliver Sturm (Kinderhörspiel – DKultur)
- 2012: Der Fall Doyle-Houdini – Regie: Thomas Leutzbach (Hörspiel – WDR)
- 2022: Wen der Kuckuck zweimal ruft – Regie; Beatrix Ackers (Kinderhörspiel – DKultur)

## Auszeichnungen
- 1983: Hörspiel des Monats Juni 1983 für sein Hörspiel Mordende Worte
- 1989: Hörspielpreis der Kriegsblinden für sein Hörspiel Wer Sie sind
- 1995: Preis für seinen Roman Der weisse Zwerg
- 2009: Kinderhörspielpreis der Stadt Karlsruhe für sein Hörspiel Radio Tobi
- 2013: Kinderhörspielpreis der Stadt Karlsruhe für sein Hörspiel Der Rächtschraipkönich
- 2014: Deutscher Kinderhörspielpreis für sein Hörspiel Tyrannosaurus Max